# Pentopetia urceolata
Pentopetia urceolata är en oleanderväxtart som beskrevs av J. Klackenberg. Pentopetia urceolata ingår i släktet Pentopetia och familjen oleanderväxter. Inga underarter finns listade i Catalogue of Life.